# Rhonelle
La Rhonelle è un fiume francese che scorre nel dipartimento del Nord, regione dell'Alta Francia. 
Il Castello di Potelle si trova presso la confluenza del torrente della Forêt, alla riva sinistra della Rhonelle.

## Geografia
Essa nasce nella foresta di Mormal, località detta "carrefour de la Rouillie aux Equettes", all'altezza s.l.m. di 166 metri, passa da Locquignol, Potelle, Villereau, Le Quesnoy, Orsinval, Villers-Pol, Maresches, Artres, Famars, Aulnoy-lez-Valenciennes e Marly, per poi confluire nella Schelda a Valenciennes, all'altezza di 26 metri s.l.m..
La lunghezza del suo corso è di 32 km, con una pendenza media del 5‰.
In termini di cantoni, la Rhonelle nasce nel Cantone di Le Quesnoy-Est, attraversa i cantoni di  Quesnoy-Ovest, Aulnoy-lez-Valenciennes,  Valenciennes-Sud e confluisce nella Schelda nel cantone di Valenciennes-Est, il tutto nei due arrondissement di Avesnes-sur-Helpe e Valenciennes.

## Affluenti
La Rhonelle ha dieci tronconi affluenti ufficiali: 
- Il torrente di Gargantua
- Il torrente Sendrier
- La Petite Rhonelle
- Il torrente aux Chevaux
- Il Rieu
- La Potelle
- Il torrente di la Forêt
- Il torrente di l'Ange
- L'Hirondelle
- Il torrente di Sameon

## Immagini della Rhonelle

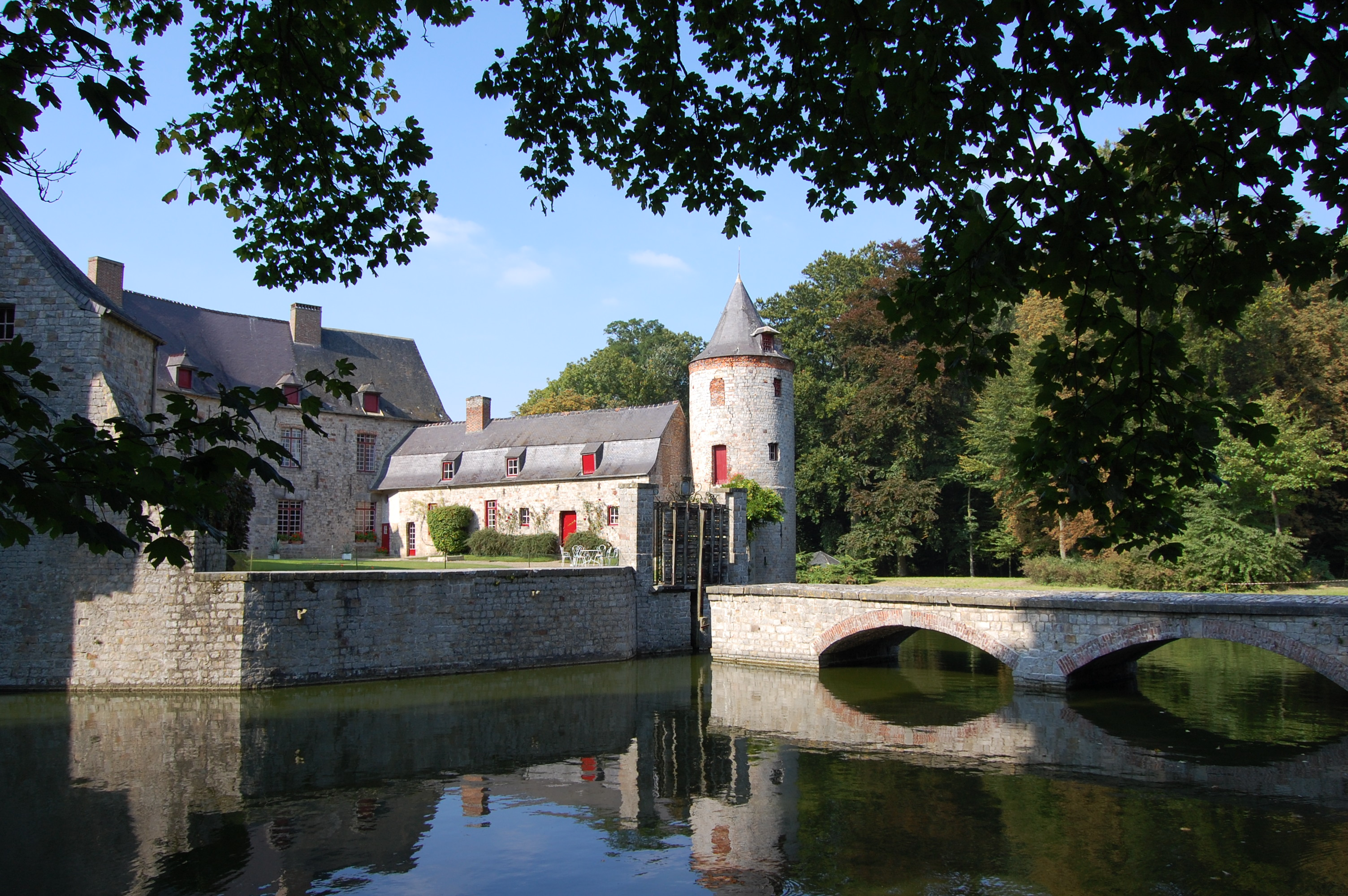
I fossati e il ponte d’ingresso al Castello di Potelle sulla Rhonelle
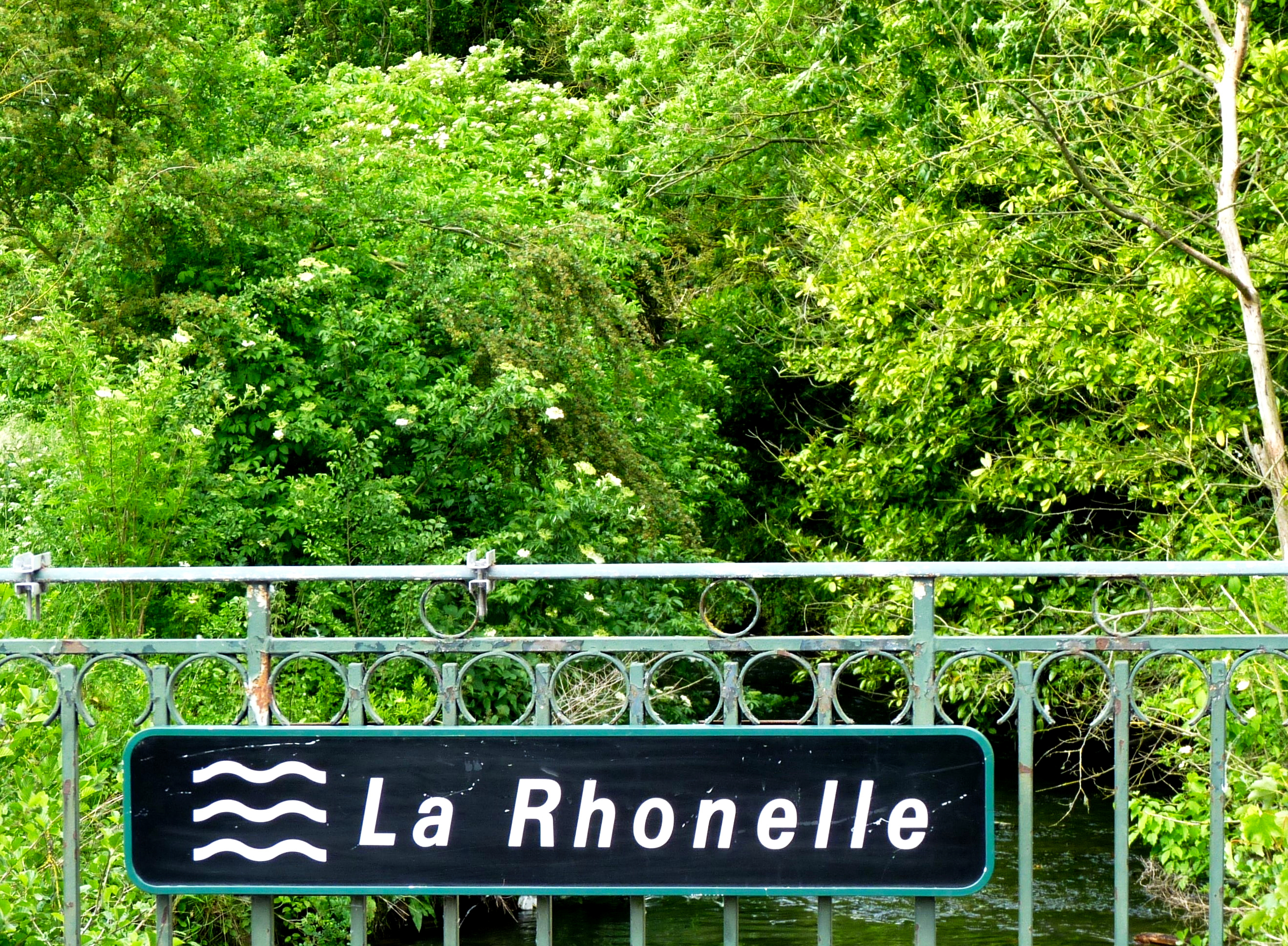
La Rhonelle ad Aulnoy-lez-Valenciennes.
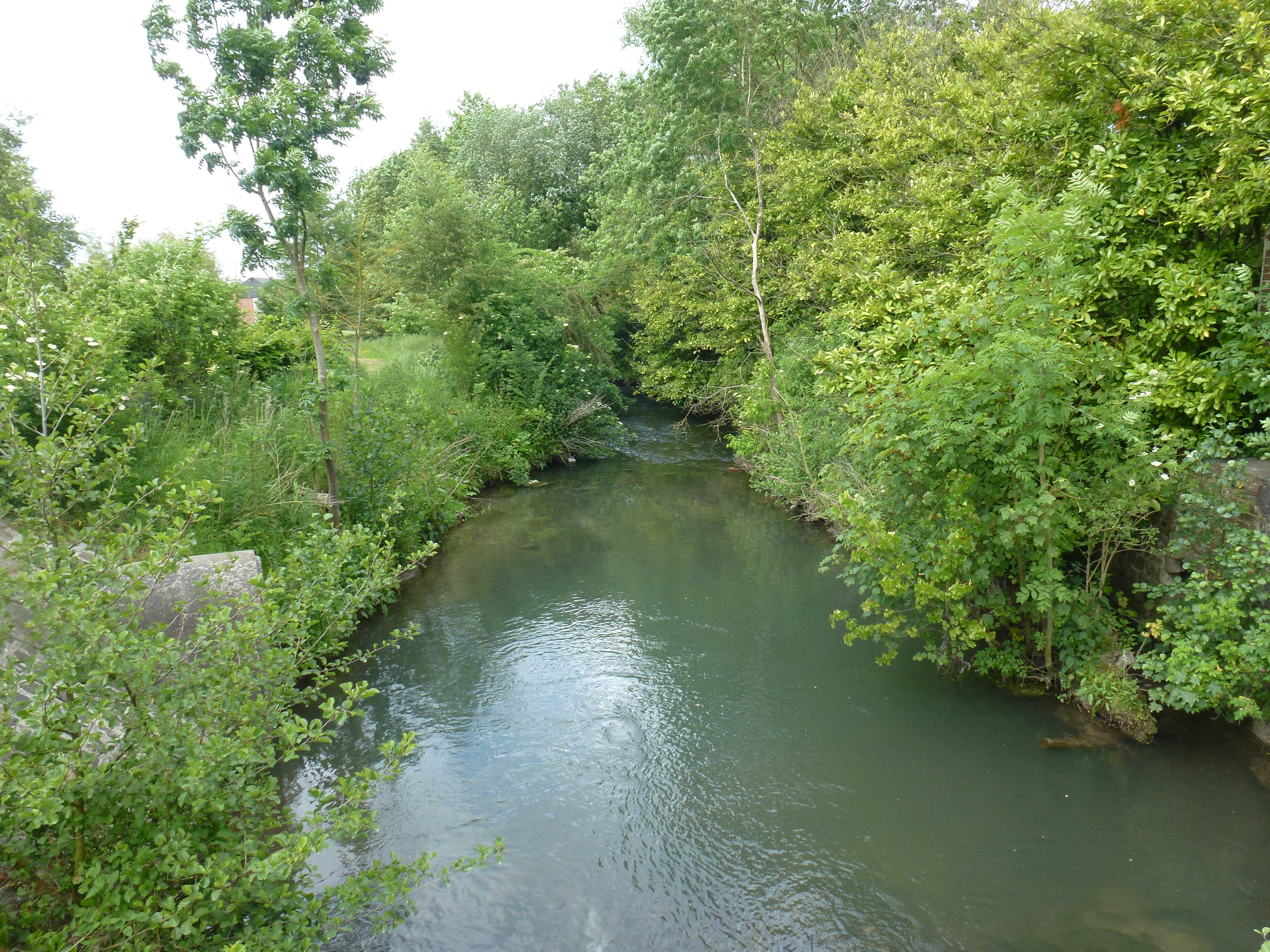
La Rhonelle ad Aulnoy-lez-Valenciennes.
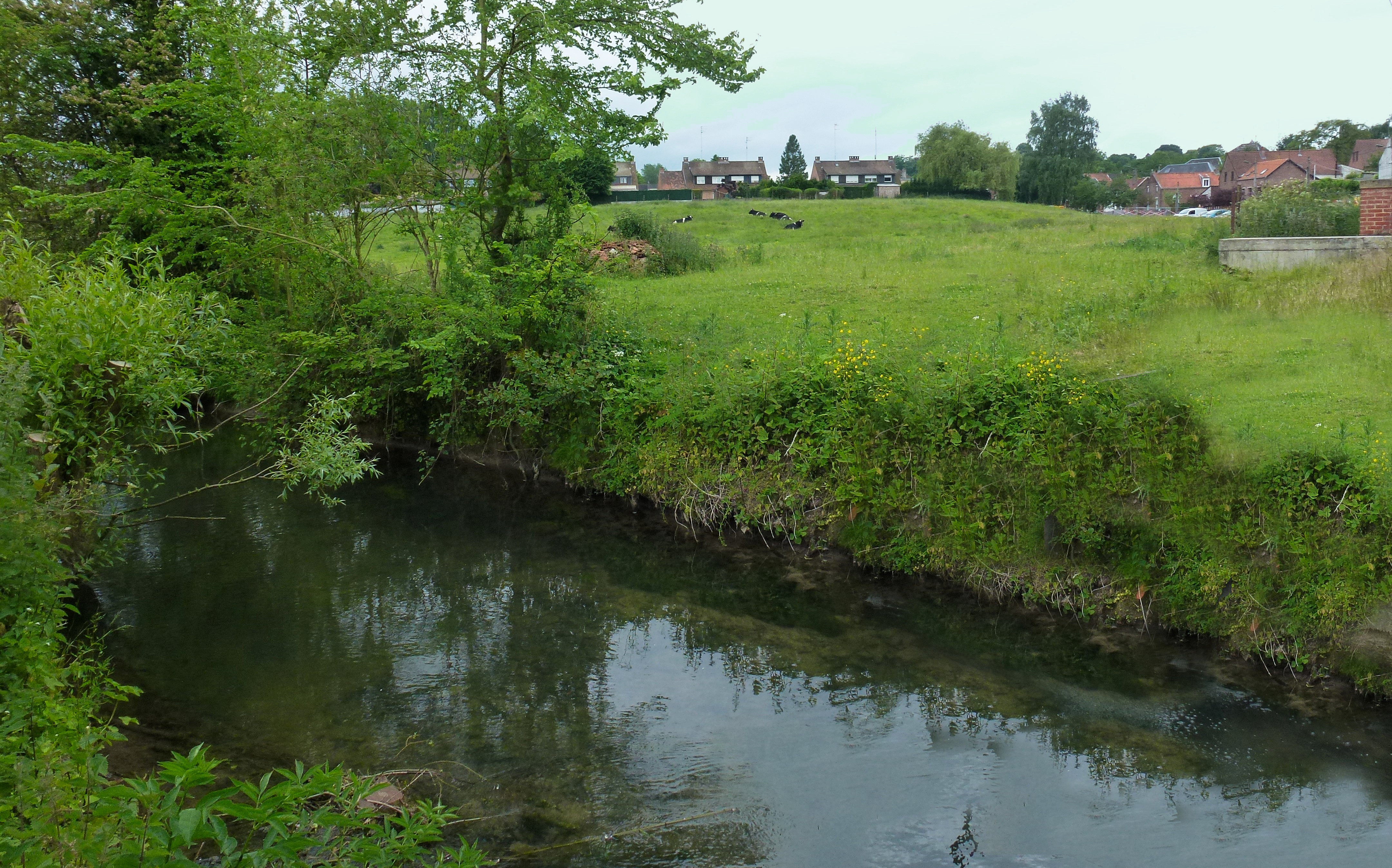
La valle della Rhonelle ad Artres